# Michiel Henrick Goloffs
Michiel Henrick Goloffs (circa 1615 - Deurne, september 1678) was een Nederlandse schout.
Michiel Henrick Goloffs werd geboren als zoon van Heymen Goloffs. Hij had met zekerheid ten minste een broer Dirk en een zus Maria. Michiel had een zeer rijke bestuurlijke carrière. Zo was hij schepen (1650-1652) en president-schepen te Deurne, kerkmeester aldaar (1651) en waarnemend schout tussen 1660 en 1663.
Goloffs was getrouwd met Margriet van Gassel. Hij ging in 1648 over van het rooms-katholieke naar het gereformeerde staatsgeloof. Samen hadden zij minstens 7 kinderen, van wie Jacob Michiel Goloffs in de voetsporen van zijn vader trad als bestuurder.